# El Manzanillal
El Manzanillal är en ort i Mexiko.   Den ligger i kommunen Pátzcuaro och delstaten Michoacán de Ocampo, i den södra delen av landet, 260 km väster om huvudstaden Mexico City. El Manzanillal ligger 2 080 meter över havet och antalet invånare är 377.
Terrängen runt El Manzanillal är kuperad. Runt El Manzanillal är det ganska tätbefolkat, med 179 invånare per kvadratkilometer. Närmaste större samhälle är Pátzcuaro, 3,9 km sydväst om El Manzanillal. I omgivningarna runt El Manzanillal växer huvudsakligen savannskog.